# باب ضيوف
باب ضيوف (بالفرنسية: Pape Diouf)‏ (1951 - 2020)، هو صحفي سينغالي وخبير رياضي في مجال كرة القدم، ورئيس سابق لنادي أولمبيك مارسيليا. وكان أول رئيس أسود لنادي كرة قدم من الدرجة الأولى في الدوريات الأوروبية.
وترأس ضيوف، الصحافي السابق، نادي مرسيليا الفرنسي في الفترة من 2005 إلى 2009 وساهم بشكل كبير في بناء الفريق الذي توج بطلا للدوري الفرنسي العام 2010 بعد صيام دام 17 عاما.

## حياته
ولد في 18 ديسمبر 1951 بمدينة أبشي بدولة تشاد لأبوين سينغاليين، انتقل ضيوف إلى مرسيليا الفرنسية وهو في الثامنة عشرة من عمره ودرس بها.

## وفاته
توفي يوم 31 مارس 2020 في أحد المستشفيات بالعالصمة السينغالية دكار بسبب فيروس كورونا كوفيد 19.
وكان مقررا أن يتم نقل ضيوف من دكار عاصمة السنغال إلى مدينة نيس الفرنسية الجنوبية على متن طائرة خاصة مجهزة من الناحية الصحية، لكن طائرته لم تقلع بسبب تردي وضعه الصحي قبل أن يتوفى على الأراضي السنغالية.

## روابط خارجية
- باب ضيوف على موقع IMDb (الإنجليزية)
- باب ضيوف على موقع ألو سيني (الفرنسية)